# Clima de Azerbaiyán

Carta de Azerbaiyán de la clasificación climática de Köppen.

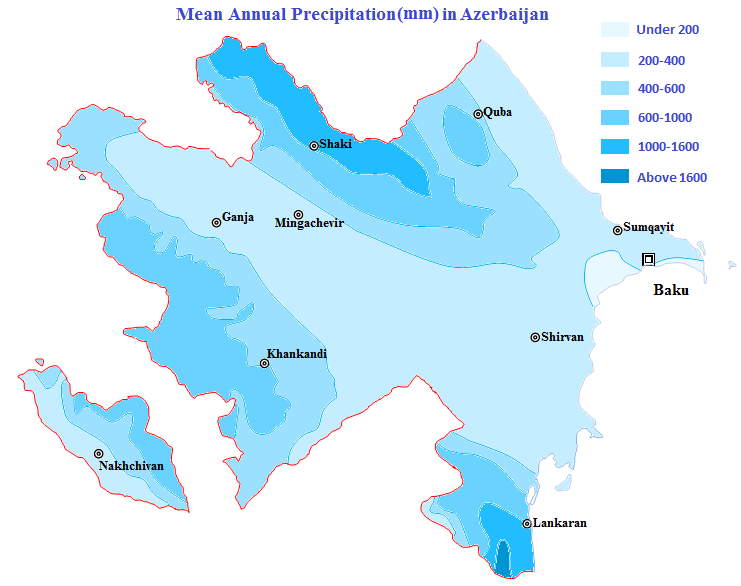
Precipitación media anual en Azerbaiyán (mm).

El clima de Azerbaiyán es muy diverso. Nueve de las once existentes zonas climáticas están presentes en Azerbaiyán.

## Geografía
Azerbaiyán se sitúa en el extremo norte del subtrópico, entre una parte sudeste del Cáucaso y otra noroeste de la meseta iraní. Contribuyen a su diversidad climatológica, la ubicación geográfica y el paisaje complicados, su proximidad al mar Caspio, el efecto de la radiación del sol, las masas de aire de diferente origen, etc.

### Paisajes
Como un país predominantemente montañoso, Azerbaiyán está rodeado por el Gran Cáucaso, Cáucaso Menor, cordón de Talysh y las montañas iraníes del norte. En la llanura de Kur-Araz, entre el Gran y el Menor Cáucaso, se extiende el Mar Caspio en la parte oriental del país. El Gran Cáucaso, situado en el norte del país, se extiende desde el noroeste al sudeste, protegiendo al país de influencias directas de masas de aire frío del norte. Eso lleva a la formación de un clima subtropical en la mayor parte de los cordones y llanuras del país. Otras cadenas montañosas que rodean el país también influyen en la circulación del aire. La complejidad del paisaje, no uniforme, provoca la formación de zonas climáticas y crea zonas climáticas verticales.

### Radiación solar
Las llanuras y colinas de Azerbaiyán tienen altas tasas de insolación. El sol brilla de 2.200 a 2.400 h anuales en las tierras bajas de Kur-Araz, la península Absherón y otras llanuras y colinas, y de 2.600 a 2.800 h en las llanuras alrededor del río Aras en regiones de Najicheván. Debido al aumento de la nubosidad en regiones montañosas, esas zonas reciben sólo 1.900 a 2.200 h de sol directo.
En altitudes de más de 3000 m s. n. m. hay sol brillando 2.200 a 2.500 h al año. La radiación total anual es igual a 128–132 kcal/cm² (118–122 kWh/ft2). Hacia las montañas, declina a 120–124 kcal/cm² (109–113 kWh/ft2), a altitudes de 500 a 600 m s. n. m., y se incrementa gradualmente alcanzando 140–150 kcal/cm² (129–139 kWh/ft2) a altitudes por encima de 3000 m s. n. m. en el Cáucaso Mayor y Menor.
La cantidad total de radiación solar que afecta a las llanuras Araz en los totales de Najicheván 148–150 kcal/cm² (137–139 kWh/ft2). Se incrementa en las montañas, alcanzando 152–160 kcal/cm² (140–148 kWh/ft2). La radiación solar, en llanuras y cordones montañosos del país alcanza a 40–50 kcal/cm² (37–46 kWh/ft2); en Lenkoran, 50–60 kcal/cm² (46–55 kWh/ft2); y, en sus montañas, 15–25 kcal/cm² (14–23 kWh/ft2).

### Circulación de masas de aire
En la formación del clima en Azerbaiyán influencian diferentes masas de aire. Las frías, como la de Kara y anticiclones árticos escandinávicas, de los templados siberianos, y las Azores marítimas dan máxima influencia del clima. Del mismo modo, las masas tropicales de aire caliente (anticiclón subtropical y ciclones sur), así como de los anticiclones de Asia Central y las condiciones climáticas locales, tienen influencia. Estas masas de aire entran en el país de diferentes maneras gracias a su variada geografía. Por lo tanto, a pesar de que no impidan que las masas calientes que entran en Azerbaiyán desde el sur, las masas de aire continentales y marítimas frías causan cambios en las propiedades de esas masas de aire caliente, e influyen en la dinámica de la atmósfera.

## Aspectos mayores
Algunas de las principales influencias sobre el clima de Azerbaiyán son: temperatura, precipitación, humedad, tasa de evaporación, y cobertura de nubes.

### Temperatura

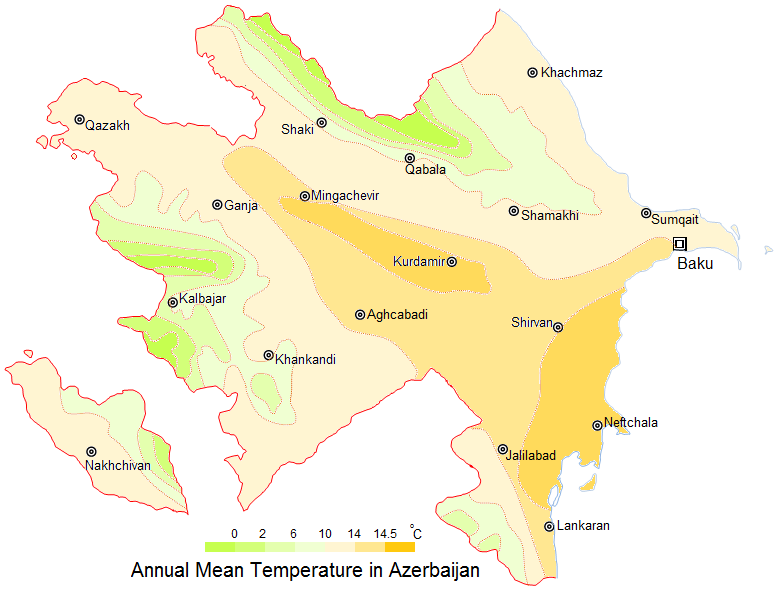
Temperatura media anual en Azerbaiyán (°C).

El régimen de temperatura y su distribución a lo largo de Azerbaiyán es regular, y depende de las características de las masas de aire que llegan al país, del panorama regional, y de la proximidad al mar Caspio. El mar hace que las temperaturas en las zonas marítimas hasta 20 km de distancia al mar, decline en veranos y aumente en inviernos. Al mismo tiempo, el mar modera la influencia de las masas de aire calientes y secos procedentes de Asia Central. La temperatura media anual es de 14 a 15 °C en la llanura de Kur-Araz, regiones costeras del sur a la península de Absherón, y la llanura de Lenkoran. La temperatura disminuye con la cercanía a las montañas, promediando 4 a 5 °C en la altitud de 2000 m s. n. m., y de 1 a 2 °C a 3000 m .
Tanto la temperatura mínima absoluta ( de -33 °C) y la máxima absoluta ( de 46 °C) se observaron en Yulfa y en Ordubad.

### Precipitación
La máxima precipitación anual caída en Lankaran es de 1600 a 1800 mm y la mínima, en la península de Absheron de 200 a 350 mm.

### Diagramas ombrotérmicos de algunas ciudades
De acuerdo al método de clasificación bioclimática diseñado por Gaussen, establece que la distribución de la temperatura y la precipitación durante el curso del año, tiene mayor importancia que sus medias anuales. Esta clasificación se basa en el ritmo de la temperatura y precipitación en el curso del año, tomando en consideración los períodos que son favorables o desfavorables para la vegetación como: período húmedo, seco, cálido, frío.

#### Meteorología deBakú, altitud 85m s. n. m.(periodo 1971-1990)
| Parámetros climáticos promedio de                       | Parámetros climáticos promedio de | Parámetros climáticos promedio de | Parámetros climáticos promedio de | Parámetros climáticos promedio de | Parámetros climáticos promedio de | Parámetros climáticos promedio de | Parámetros climáticos promedio de | Parámetros climáticos promedio de | Parámetros climáticos promedio de | Parámetros climáticos promedio de | Parámetros climáticos promedio de | Parámetros climáticos promedio de | Parámetros climáticos promedio de |
| Mes                                                     | Ene.                              | Feb.                              | Mar.                              | Abr.                              | May.                              | Jun.                              | Jul.                              | Ago.                              | Sep.                              | Oct.                              | Nov.                              | Dic.                              | Anual                             |
| ------------------------------------------------------- | --------------------------------- | --------------------------------- | --------------------------------- | --------------------------------- | --------------------------------- | --------------------------------- | --------------------------------- | --------------------------------- | --------------------------------- | --------------------------------- | --------------------------------- | --------------------------------- | --------------------------------- |
| Temp. máx. media (°C)                                   | 6.6                               | 6.3                               | 9.8                               | 16.4                              | 22.1                              | 27.3                              | 30.6                              | 29.7                              | 25.6                              | 19.6                              | 13.5                              | 9.7                               | 18.1                              |
| Temp. media (°C)                                        | 4.2                               | 4.0                               | 6.3                               | 12.3                              | 18.0                              | 22.8                              | 26.4                              | 25.6                              | 21.8                              | 16.0                              | 10.8                              | 6.6                               | 14.6                              |
| Temp. mín. media (°C)                                   | 2.1                               | 2.0                               | 4.2                               | 9.4                               | 14.9                              | 19.7                              | 22.2                              | 22.9                              | 19.4                              | 13.6                              | 8.8                               | 4.8                               | 12.0                              |
| Precipitación total (mm)                                | 21                                | 20                                | 21                                | 18                                | 18                                | 8                                 | 2                                 | 6                                 | 15                                | 25                                | 30                                | 26                                | 192                               |
| Días de precipitaciones (≥ 1 mm)                        | 6                                 | 6                                 | 5                                 | 4                                 | 3                                 | 2                                 | 1                                 | 2                                 | 2                                 | 6                                 | 6                                 | 6                                 | 49                                |
| Fuente: El clima de Bakú (en °C y mm, medias mensuales) |                                   |                                   |                                   |                                   |                                   |                                   |                                   |                                   |                                   |                                   |                                   |                                   |                                   |

#### Meteorología deLankaran, altitud -12 m (periodo 1971-1990)
| Parámetros climáticos promedio de                            | Parámetros climáticos promedio de | Parámetros climáticos promedio de | Parámetros climáticos promedio de | Parámetros climáticos promedio de | Parámetros climáticos promedio de | Parámetros climáticos promedio de | Parámetros climáticos promedio de | Parámetros climáticos promedio de | Parámetros climáticos promedio de | Parámetros climáticos promedio de | Parámetros climáticos promedio de | Parámetros climáticos promedio de | Parámetros climáticos promedio de |
| Mes                                                          | Ene.                              | Feb.                              | Mar.                              | Abr.                              | May.                              | Jun.                              | Jul.                              | Ago.                              | Sep.                              | Oct.                              | Nov.                              | Dic.                              | Anual                             |
| ------------------------------------------------------------ | --------------------------------- | --------------------------------- | --------------------------------- | --------------------------------- | --------------------------------- | --------------------------------- | --------------------------------- | --------------------------------- | --------------------------------- | --------------------------------- | --------------------------------- | --------------------------------- | --------------------------------- |
| Temp. máx. media (°C)                                        | 7.2                               | 7.2                               | 11.0                              | 17.5                              | 22.5                              | 27.2                              | 30.4                              | 29.5                              | 25.9                              | 19.9                              | 14.1                              | 10.1                              | 18.4                              |
| Temp. media (°C)                                             | 3.4                               | 4.0                               |                                   | 12.5                              | 17.7                              | 22.2                              | 25.3                              | 24.4                              | 21.2                              | 15.8                              | 10.4                              | 6.0                               | 14.3                              |
| Temp. mín. media (°C)                                        | 0.0                               | 1.0                               | 3.9                               | 8.6                               | 13.1                              | 17.5                              | 20.1                              | 19.7                              | 16.9                              | 11.8                              | 6.7                               | 2.5                               | 10.2                              |
| Precipitación total (mm)                                     | 91                                | 114                               | 90                                | 50                                | 54                                | 22                                | 17                                | 50                                | 143                               | 259                               | 168                               | 88                                | 1146                              |
| Días de precipitaciones (≥ 1 mm)                             | 10                                | 10                                | 11                                | 8                                 | 8                                 | 3                                 | 2                                 | 4                                 | 7                                 | 13                                | 12                                | 9                                 | 97                                |
| Fuente: El clima de Lankaran ((en °C y mm, medias mensuales) |                                   |                                   |                                   |                                   |                                   |                                   |                                   |                                   |                                   |                                   |                                   |                                   |                                   |

## Tipos climáticos

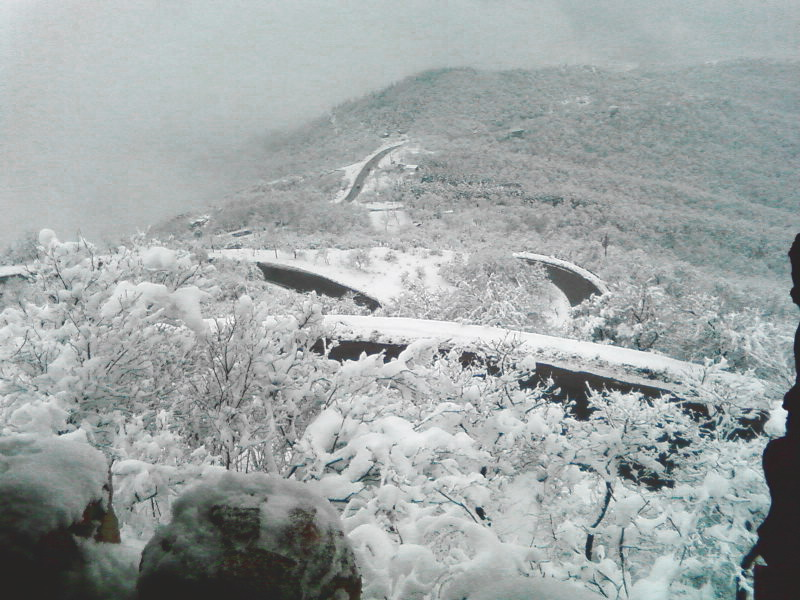
Invierno en el Distrito de Samaki.

Teniendo en cuenta la distribución y características del clima, como temperatura, humedad y precipitación, nueve de los once patrones del clima en la clasificación climática de Köppen se pueden hallar en Azerbaiyán. Muchos de esos patrones se dividen en subtipos.
- Clima semiárido y de estepas secas cubre las tierras bajas centrales de Kur de los 400 m s. n. m., la zona del Caspio desde el final del río Samur del golfo Gizil Agaj, las llanuras de Najicheván lo largo del río Araz, y los valles de las Montañas Talish por debajo de 1000 m s. n. m. La precipitación anual cubre entre el 15 - 50 % de la posible evaporación. Los inviernos son generalmente frescos (aunque fríos en las llanuras a lo largo del río Aras, y en los valles de las Montañas Talish). Los veranos pueden llegar a ser muy calientes, a veces de más de 40 °C.[3]
- Clima semidesértico y seco de estepa con invierno frío y verano cálido seco.
- Clima templado con inviernos suaves y secos cubre las colinas al sur (por debajo de 1000 m s. n. m. del Cáucaso Mayor, el valle Ganikh-Eyrichay entre 200 a 500 m s. n. m., y colinas del norte y este del Cáucaso Menor entre 400 a 1500 m s. n. m. . La cantidad de precipitación anual cubre entre el 50 a 100 por ciento de la posible evaporación en esta zona climática.[3]
- Clima cálido moderado, con veranos secos cubre la región de Lankaran-Astara. Los registros de precipitación anual son 100 a 150 % o más de la posible evaporación. Inviernos fríos, veranos cálidos y secos, y otoños lluviosos. El período de mayo a agosto es generalmente seco, lo que requiere riego artificial.[3]
- Inviernos fríos, y secos cubren las colinas del sudeste del Gran Cáucaso entre 1000 a 2700 m, y las regiones montañosas del Cáucaso Menor entre 1400 a 2700 m s. n. m. . La precipitación anual cubre entre el 75 a 100 % de la posible evaporación. Los veranos son frescos y los inviernos suaves.[3]
- Clima frío con veranos frescos y secos cubre las montañas medias y altas de Najicheván AR entre 1000 a 3000 m . La precipitación anual cubre entre el 50 a 100 % de la posible evaporación. Veranos frescos, e inviernos lo suficientemente fríos para la nieve.[3]
- Clima moderado con igual distribución de la lluvia cubre los bosques de montaña en el sur, entre 600 a 1500 m s. n. m., y colinas al noreste del Gran Cáucaso entre 200 a 500 m s. n. m. La precipitación anual cubre entre el 75 - 100 % de la posible evaporación en los cordones sureños, y del 50 - 100 % en las norteñas. Inviernos fríos, y veranos cálidos.[3]
- Clima frío con fuertes precipitaciones, durante todo el año, se produce en las colinas al sur de la Gran Cáucaso entre 1500 - 2700 m s. n. m., incluyendo bosques, zonas subalpinas y alpinas. La precipitación anual cubre entre el 150 - 200 % de la posible evaporación. Inviernos fríos, veranos frescos.[3]
- La pradera alpina cubre las zonas del Cáucaso Grande y Menor por encima de 2700 m s. n. m., y de Nakhchivan por encima de 3200 m s. n. m. . La precipitación anual cubre entre el 100 - 200 % de la posible evaporación. Inviernos y veranos son ambos fríos. En algunos lugares, la nieve no se funde hasta el invierno siguiente.[3]